# Aloe Blacc
Aloe Blacc egentligen Egbert Nathaniel Dawkins III, född 7 januari 1979 i Orange County, Kalifornien, USA, är en amerikansk soulsångare, rappare och musiker.

## Biografi
Aloe Blacc föddes i Orange County, Kalifornien. 2003 började han en solokarriär och skrev sedan på ett kontrakt med Stones Throw Records. Den 11 juli 2006 kom debutalbumet Shine Through och det andra albumet, Good Things, den 28 september 2010.
Blacc är känd för sin singel "I Need a Dollar" från 2010. 2013 samarbetade Blacc med Avicii på låten "Wake Me Up". Singeln släpptes den 17 juni 2013 och blev en global succé. Dock riktade Blacc kritik mot Avicii efter releasen av Wake Me Up, eftersom han varit med och skrivit texten till låten utan att få erkännande för det.
2014 släppte Blacc också fullängdsalbumet "Lift Your Spirit".
Blacc är gift med den australiska rapparen Maya Jupiter.

## Diskografi

### Album
- 2006 – Shine Through
- 2010 – Good Things
- 2014 – Lift Your Spirit

### Singlar
| År   | Namn                       | Album       |
| ---- | -------------------------- | ----------- |
| 2010 | "I Need a Dollar"          | Good Things |
| 2011 | "Loving You Is Killing Me" | Good Things |
| 2011 | "Green Lights"             | Good Things |
| 2020 | "I do"                     | I do        |

### Tillsammans med andra
| År   | Artist                       | Titel                                              | Album                       |
| ---- | ---------------------------- | -------------------------------------------------- | --------------------------- |
| 2011 | The Kenneth Bager Experience | "The Sound of Swing (Oh Na Na)" (feat. Aloe Blacc) | —                           |
| 2012 | The Bamboos                  | "Where Does the Time Go?" (feat. Aloe Blacc)       | Medicine Man                |
| 2012 | Wax Tailor                   | "Time to Go" (feat. Aloe Blacc)                    | Dusty Rainbow from the Dark |
| 2013 | Avicii                       | "Wake Me Up" (feat. Aloe Blacc)                    | True                        |